# Johnius
Johnius és un gènere de peixos de la família dels esciènids i de l'ordre dels perciformes.

## Taxonomia
- Johnius amblycephalus (Bleeker, 1855)
- Johnius australis (Günther, 1880)
- Johnius belangerii (Cuvier, 1830)
- Johnius borneensis (Bleeker, 1851)
- Johnius cantori (Bleeker, 1874)
- Johnius carouna (Cuvier, 1830)
- Johnius carutta (Bloch, 1793)
- Johnius coitor (Hamilton, 1822)
- Johnius distinctus (Tanaka, 1916)
- Johnius dorsalis (Peters, 1855)
- Johnius dussumieri (Cuvier, 1830)
- Johnius elongatus (Mohan, 1976)
- Johnius fasciatus (Chu, Lo & Wu, 1963)
- Johnius fuscolineatus (von Bonde, 1923)
- Johnius gangeticus (Talwar, 1991)
- Johnius glaucus (Day, 1876)
- Johnius goldmani (Bleeker, 1854)
- Johnius grypotus (Richardson, 1846)
- Johnius heterolepis (Bleeker, 1873)
- Johnius hypostoma (Bleeker, 1853)
- Johnius laevis (Sasaki & Kailola, 1991)
- Johnius latifrons (Sasaki, 1992)
- Johnius macropterus (Bleeker, 1853)
- Johnius macrorhynus (Mohan, 1976)
- Johnius mannarensis (Mohan, 1971)
- Johnius novaeguineae (Nichols, 1950)
- Johnius novaehollandiae (Steindachner, 1866)
- Johnius pacificus (Hardenberg, 1941)
- Johnius philippinus (Sasaki, 1999)
- Johnius plagiostoma (Bleeker, 1849)
- Johnius trachycephalus (Bleeker, 1851)
- Johnius trewavasae (Sasaki, 1992)
- Johnius weberi (Hardenberg, 1936)[3][4][5][6][7][8]